# Siły Powietrzne Bośni i Hercegowiny
Siły Powietrzne Bośni i Hercegowiny (bośn. Zračne snage Bosne i Hercegovine, chor. Zračne snage Bosne i Hercegovine, serb. Ваздушне снаге Босне и Херцеговине) są częścią Sił Zbrojnych Bośni i Hercegowiny. Operują z baz w Sarajewie, Banja Luce i Tuzli.

## Struktury
- 1. eskadra śmigłowców (Banja Luka)
- 2. eskadra śmigłowców (Sarajewo)
- 3. eskadra śmigłowców w bazie lotniczej (Tuzla)
- 1. batalion obrony powietrznej (Sarajewo)
- 2. batalion obrony powietrznej (Banja Luka)
- 3. batalion obrony powietrznej (Tuzla)
- Batalion Wczesnego Ostrzegania i Nadzoru (Sarajewo, Banja Luka)
- Batalion wsparcia lotów (Sarajewo, Banja Luka, Tuzla)

## Wyposażenie
| Nazwa                     | Zdjęcie          | Producent         | Typ                   | Ilość            | Uwagi            |
| W użytku obecnie          | W użytku obecnie | W użytku obecnie  | W użytku obecnie      | W użytku obecnie | W użytku obecnie |
| ------------------------- | ---------------- | ----------------- | --------------------- | ---------------- | ---------------- |
| Mi-8/17                   |                  | Rosja             | użytkowy/transportowy | 12               |                  |
| Bell UH-1                 |                  | Stany Zjednoczone | użytkowy/transportowy | 13               |                  |
| Gazelle                   |                  | Francja           | użytkowy/szturmowy    | 13               |                  |
| Bell 212                  |                  | Stany Zjednoczone | użytkowy              | 0                | zamówiono 2      |
| Używane przed 2006 rokiem |                  |                   |                       |                  |                  |
| UTVA 75                   |                  | Jugosławia        | treningowy            | ?                |                  |
| Mi-34 Hermit              |                  | Rosja             | użytkowy              | ?                |                  |
| Mi-24                     |                  | ZSRR              | szturmowy             | ?                |                  |
| J-22 Orao                 |                  | Jugosławia        | szturmowy             | 7                |                  |
| G-2 Galeb                 |                  | Jugosławia        | szkolny               | ?                |                  |